# Alf Ramsey
Alf Ramsey, właśc. Alfred Ernest Ramsey (ur. 22 stycznia 1920 w Dagenham, zm. 28 kwietnia 1999 w Ipswich) – angielski piłkarz i szkoleniowiec piłkarskiej reprezentacji Anglii w latach 1963–1974.
Jego największym osiągnięciem było zdobycie w dniu 30 lipca 1966 tytułu mistrzowskiego z drużyną angielską podczas mistrzostw świata. Poprowadził również reprezentację Anglii do zdobycia trzeciego miejsca na mistrzostwach Europy w 1968, a także dotarł z drużyną do ćwierćfinału mistrzostw świata w 1970. W 1967 nadano mu tytuł szlachecki.

## Kariera piłkarska
Jako utalentowany junior rozpoczął karierę w klubie Southampton w 1943 i już rok później został zawodowym piłkarzem. W 1949 przeszedł do Tottenham Hotspur, gdzie jako prawy obrońca odnosił wiele sukcesów i rozegrał ponad 250 meczów ligowych i pucharowych. W 1948 zadebiutował w drużynie narodowej w meczu przeciwko Szwajcarii. Trzykrotnie obejmował rolę kapitana swojej drużyny angielskiej. Ostatni mecz w reprezentacji rozegrał w 1953 przeciwko Węgrom, gdzie pomimo zdobycia gola z rzutu karnego nie zdołał uchronić drużyny przed porażką. Mecz zakończył się wynikiem 3:6.
Ramsey uchodził za dość powolnego piłkarza, jednak bardzo bystrego i o znakomitym oglądzie pola gry. Jako obrońca imponował atletyką i motoryką. Specjalizował się także w rzutach karnych. Swym chłodnym, analitycznym podejściem do gry zapracował sobie na miano Generała.

## Kariera szkoleniowa
Ramsey zakończył karierę piłkarską w 1955, zostając jednocześnie szkoleniowcem drużyny Ipswich Town, grającej wówczas w 4. lidze angielskiej. Praca szkoleniowa zwieńczona została wprowadzeniem drużyny do Division One i wreszcie zdobycie mistrzostwa tej ligi w 1962. Był to bezprecedensowy sukces jak na drużynę o dość skromnych osiągnięciach i niewiele większych ambicjach.
Powierzono mu prowadzenie drużyny narodowej Anglii w 1963. Już wtedy Ramsey zapowiadał zdobycie mistrzostwa świata w 1966, czym naraził się na zarzuty o nadmierną butność. Jak się szybko okazało zapowiedzi swoje zrealizował. Po rozczarowującym remisie 0:0 z Urugwajem, Anglia zwyciężyła w meczach z Meksykiem i Francją i awansowała do drugiej rundy finałów, w której spotkała się z Argentyną. Po dość brutalnej i nieczystej grze z obu stron bezskrzydłe cuda Ramseya odprawiły Argentyńczyków z wynikiem 1:0. Po tym meczu Ramsey wypowiedział często błędnie przytaczany komentarz, że zachowanie niektórych graczy w tej rywalizacji przypomina mi zachowanie zwierząt.
Następnym rywalem na drodze była Portugalia, którą Anglicy pokonali w półfinale dzięki dwóm bramkom zdobytym przez Bobby’ego Charltona. W finale Anglia miała się spotkać z RFN. Przed meczem media wywierały naciski na szkoleniowca by wystawić na skrzydło powracającego do formy Jimmy’ego Greavesa. Ramsey trzymał się jednak składu zwycięskiej drużyny i zaufał zmiennikowi Greavesa – Geoffowi Hurstowi. Ten spłacił kredyt zaufania z nawiązką, popisując się hat-trickiem w wygranym przez Anglię na Wembley finale 4:2 (po dogrywce).
Nawet po tym sukcesie relacje Ramseya z mediami nie układały się najlepiej. Dziennikarze nieprzychylnie odbierali jego małomówność i nazbyt poważne nastawienie. Ramsey znacznie lepiej odnajdywał się w pracy z graczami, natomiast wystąpienia publiczne i kontakty z prasą traktował jak zło konieczne w pracy szkoleniowca drużyny narodowej.
Pomimo pamiętnej porażki 2:3 z reprezentacją Szkocji w eliminacjach, Anglicy dostali się do finałów mistrzostw Europy 1968. Udało im się dojść do półfinału, gdzie przegrali 0:1 z Jugosławią i musieli się zadowolić trzecim miejscem po wygranej z ZSRR.
W latach siedemdziesiątych reprezentacja Anglii osiągała stopniowo coraz gorsze wyniki. W ćwierćfinale mistrzostw świata w 1970 przegrali z Niemcami 2:3 pomimo tego, że na dwadzieścia minut przed końcem meczu prowadzili 2:0. Częściowo winę za porażkę przypisano zachowawczej taktyce Ramseya, a także rezerwowemu bramkarzowi Peterowi Bonettiemu. Ramsey został zwolniony w 1974 po tym, jak reprezentacji Anglii nie udało się zakwalifikować do finałów mistrzostw świata w 1974. Ponownie częściową winą obarczono taktykę Ramseya (na przykład jego chybione i dokonywane nie w porę zmiany zawodników). Swój spory wkład w pozbawienie Anglii uczestnictwa w finałach miała reprezentacja Polski, a w szczególności ówczesny bramkarz reprezentacji Jan Tomaszewski. Mecz ten przeszedł do historii polskiej piłki jako zwycięski remis na Wembley.
Dalszą karierę związał początkowo z Birmingham City, gdzie pełnił funkcję prezesa. W latach 1979–1980 przeniósł się do Panathinaikosu i pracował tam jako doradca techniczny.
Zmarł na chorobę Alzheimera w kwietniu 1999. Miał 79 lat.
Ramsey został członkiem Galerii Sław Angielskiego Futbolu w 2002, w uznaniu jego zasług dla angielskiej piłki na polu szkoleniowym.